# Journées mondiales de la jeunesse 2011

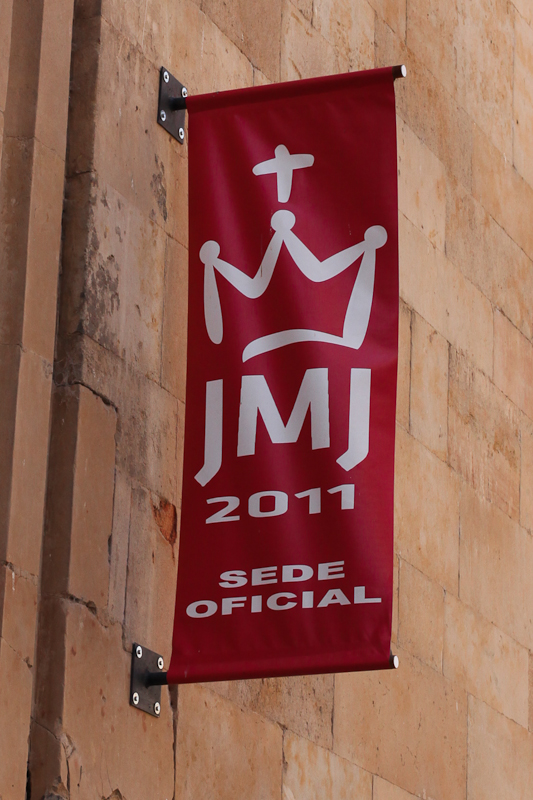
Le logo des JMJ 2011 au siège de l'organisation

Les Journées mondiales de la jeunesse 2011 sont un rassemblement de jeunes catholiques du monde entier qui s'est déroulé à Madrid en Espagne du 16 au 21 août 2011. Le thème de cette XXVIe journée mondiale est l'approfondissement de la foi : « Enracinés et fondés dans le Christ, affermis dans la foi » (épître aux Colossiens, 2:7). Près de 2 millions de jeunes ont participé à cet événement.
En prélude aux manifestations, la Croix des Jeunes et la Salus Populi Romani ont été portées en procession dans les différents diocèses du pays à partir du 14 septembre 2009. L'hymne officiel des JMJ 2011, proposé par l'archevêché de Madrid, a été approuvé par le Conseil pontifical pour les laïcs le 25 mai 2010. Composé par Enrique Vázquez Castro, il est présenté au public pour la première fois au cours d'un office en la cathédrale de la Almudena (Madrid) le 8 novembre 2010.

## Préparatifs

### Annonce
L'événement et la date ont été confirmés par le pape Benoît XVI lors de la clôture des journées mondiales de la jeunesse 2008 le 20 juillet 2008. Le pape Benoit XVI invite les jeunes en écrivant une lettre le 28 mars 2010.

### Conception du logo
Le logo des Journées mondiales de la Jeunesse (JMJ), qui ont eu lieu du 16 au 21 août 2011, a été rendu public le 30 juillet 2009[réf. nécessaire]. 
L'auteur, José Gil-Nogués, graphiste espagnol, a expliqué que le fond du dessin représentait « des jeunes du monde entier qui s'unissent pour célébrer leur foi aux côtés du pape, au pied de la Croix, et forment la couronne de la Vierge d'Almudena, sainte patronne de Madrid ».
Sur la couronne, a-t-il ajouté, le « M » de Marie se détache, qui est aussi l'initiale de Madrid, lieu de la rencontre.
La Croix, signe du chrétien, préside la rencontre du pape avec les jeunes, qui rendent visible par leur témoignage le thème des JMJ : « Enracinés et fondés dans le Christ, affermis dans la foi ».
Le message du logo, a ajouté Gil-Nogués, est « une catéchèse, une manière d'évangéliser : la voie rapide et sûre pour arriver jusqu'au Christ, c'est la Vierge Marie, mère de Dieu et des hommes. Les jeunes ont, dans la foi de Marie, l'exemple et le modèle pour arriver jusqu'au Christ et réaliser la finalité première des JMJ : faire connaître son message au monde ».
Concernant la forme, l'auteur a expliqué que « le symbole possède un trait spontané et ferme, comme la jeunesse du XXIe siècle. Il est proche, aimable, ouvert. Gai et positif ».
« L'utilisation d'une série de couleurs chaudes (rouge, orange et jaune) transmet une chaleur incomparable, signe de l'identité d'une ville comme Madrid, d'un pays comme l'Espagne. Ces couleurs sont aussi un reflet de la ‘chaleur divine' de l'Amour trinitaire », a-t-il expliqué.
Le logo a été choisi lors d'un concours réservé aux dessinateurs graphistes professionnels. José Gil-Nogués (Valencia, 1971), journaliste et dessinateur, a reçu de nombreux prix et ses premiers travaux ont été exposés sur les 5 continents.

### Soutien des autorités
Mgr César Franco, évêque auxiliaire de Madrid et coordinateur général de la préparation des JMJ, a expliqué durant une conférence de presse de présentation, que « les JMJ de Madrid 2011 ont le soutien total du gouvernement espagnol, de la Communauté de Madrid et de la Mairie de la capitale, qui ont offert leur collaboration publique pour l'événement qui attirera à Madrid et en Espagne de nombreux jeunes du monde entier ».
Il y eut une participation de 1,5 à 2 millions de personnes (1,5 million pour la messe de clôture), entre 18 et 29 ans, de presque tous les pays du monde.
Santiago de la Cierva, directeur de la communication pour les JMJ, a signalé que la base pour l'organisation et la communication seront la page Internet et les réseaux sociaux, qui sont le meilleur moyen d'atteindre les jeunes.

## Déroulement
Les patrons des JMJ de Madrid sont des saints espagnols et l'ancien pape Jean-Paul II qui est l'inspirateur de cet évènement. Il s'agit de saint Isidore le Laboureur, sainte Marie de la Cabeza (es), saint François Xavier, saint Ignace de Loyola, sainte Thérèse d'Avila, saint Jean de la Croix, sainte Rose de Lima et du trappiste Raphaël Arnáiz Barón, proposé par les évêques espagnols quelques mois avant sa canonisation par Benoît XVI en octobre 2009.
Les pèlerins les plus nombreux étaient les Italiens, les Espagnols, les Français, les Allemands, les Polonais et les Américains.

### Festival culturel de la jeunesse à Madrid
Les pèlerins recevaient à leur arrivée un sac à dos contenant un T-shirt, un catéchisme, le programme, un plan de Madrid et 2 plans différents du métro, la liste des lieux de restaurations partenaires de l'évènement et un guide des JMJ. Les pèlerins recevaient en outre une croix de métal que nombre d'entre eux ont portée autour de cou tout au long de l'évènement.
De nombreux lieux de restaurations étaient partenaires de l'évènement : il était possible pour les pèlerins d'y manger gratuitement en montrant des tickets prévus à cet effet. De nombreux volontaires étaient chargés d'organiser l'évènement. Un nombre modeste de policiers était déployé.

### Message délivré
Il a également fait implicitement mention de l'avortement et de l'euthanasie,, critiquant ceux qui "se croyant des dieux, pensent qu'ils n'ont pas besoin de plus de racines ou de fondations qu'eux-mêmes. [Ceux-ci] voudraient décider par eux-mêmes ce qui est vrai ou non, ce qui ce qui est bon ou mauvais, juste ou injuste, décider qui vaut la peine d'être vécu ou qui peut être sacrifié pour d'autres préférences. " Benoît XVI a souligné qu'il est important de ne pas succomber à ces tentations et de prier pour ceux qui ne croient pas ou se sont éloignés de l'Église.

### Clôture à Cuatrovientos
La messe finale se déroula à l'aérodrome de Cuatro Vientos. Des écrans géants étaient installés sur le site, ainsi que des haut-parleurs d'où les informations étaient données en anglais et en espagnol (sur des enfants perdus, sur les activités du pape) et où les chants étaient diffusés. Le samedi, les pèlerins ont pu suivre en direct les dernières activités du Pape avant son arrivée sur le lieu où serait célébrée la messe le lendemain. Des tentes recevaient les pèlerins qui avaient eu un malaise. Plusieurs centaines de toilettes de chantier avaient été installées.
La veillée comporta notamment une adoration eucharistique. À cet effet, l'ostensoir d'Enrique de Arfe fut utilisé. Cet ostensoir fait d'or et d'argent, habituellement conservé dans la cathédrale de Tolède, mesure trois mètres de haut. La veillée fut momentanément interrompue par un violent orage.

Le dimanche, vers 15 h après que le Pape eût annoncé que les prochaines JMJ se tiendraient à Rio de Janeiro, des images d'un rassemblement de jeunes catholiques du Brésil qui suivaient les JMJ depuis Rio furent montrées. Avant de quitter les lieux, le Pape adressa un message aux pèlerins dans plusieurs langues. On annonça ensuite que le Pape remerciait les pèlerins de leur dévotion.

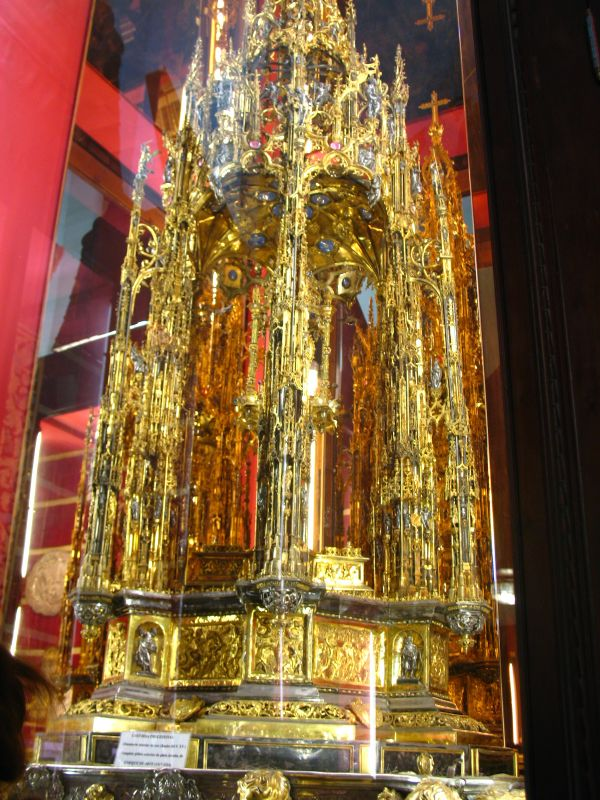
L'ostensoir d'Enrique de Arfe
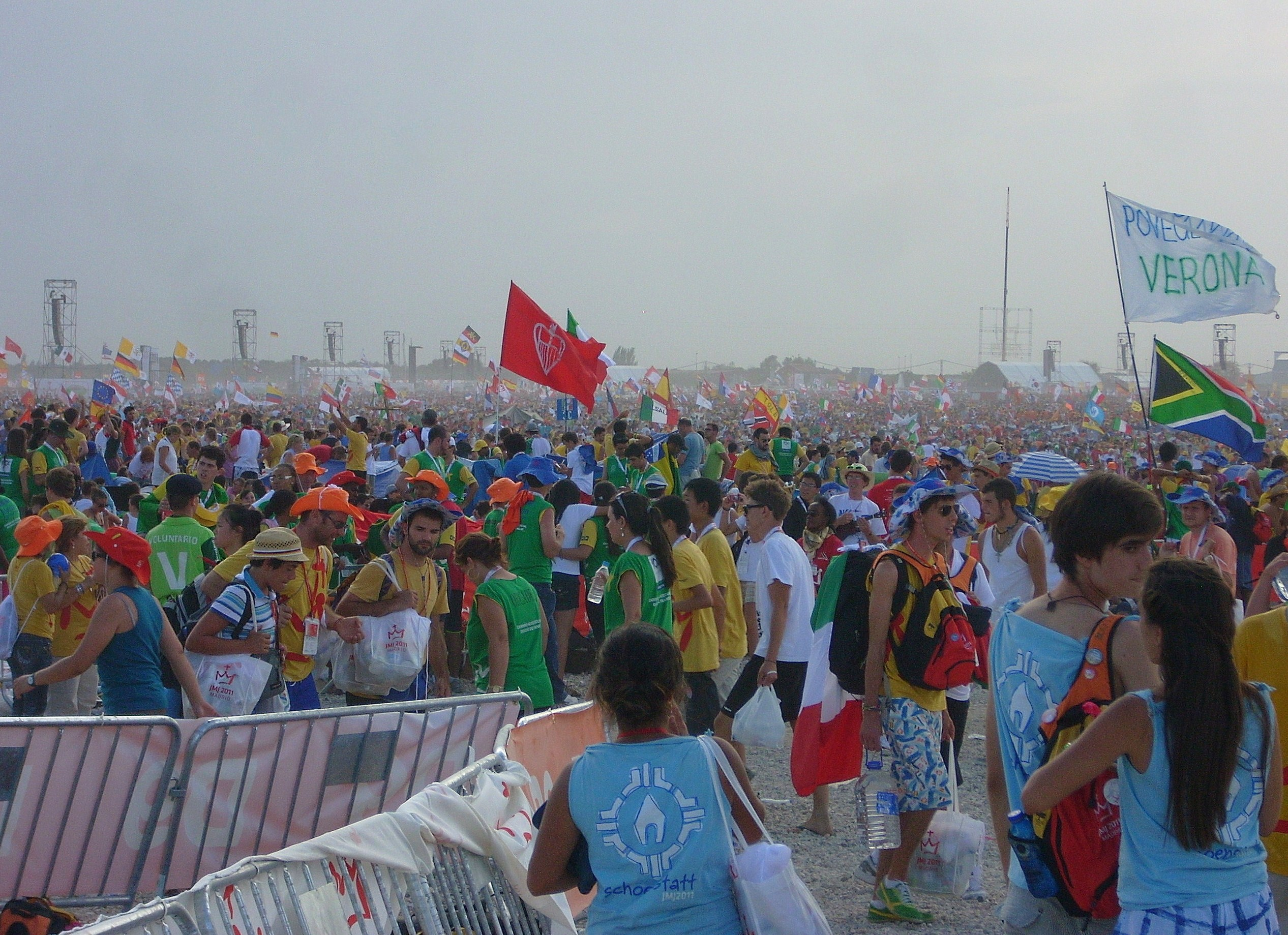
La foule des pèlerins à l'aéroport de Cuatro Vientos
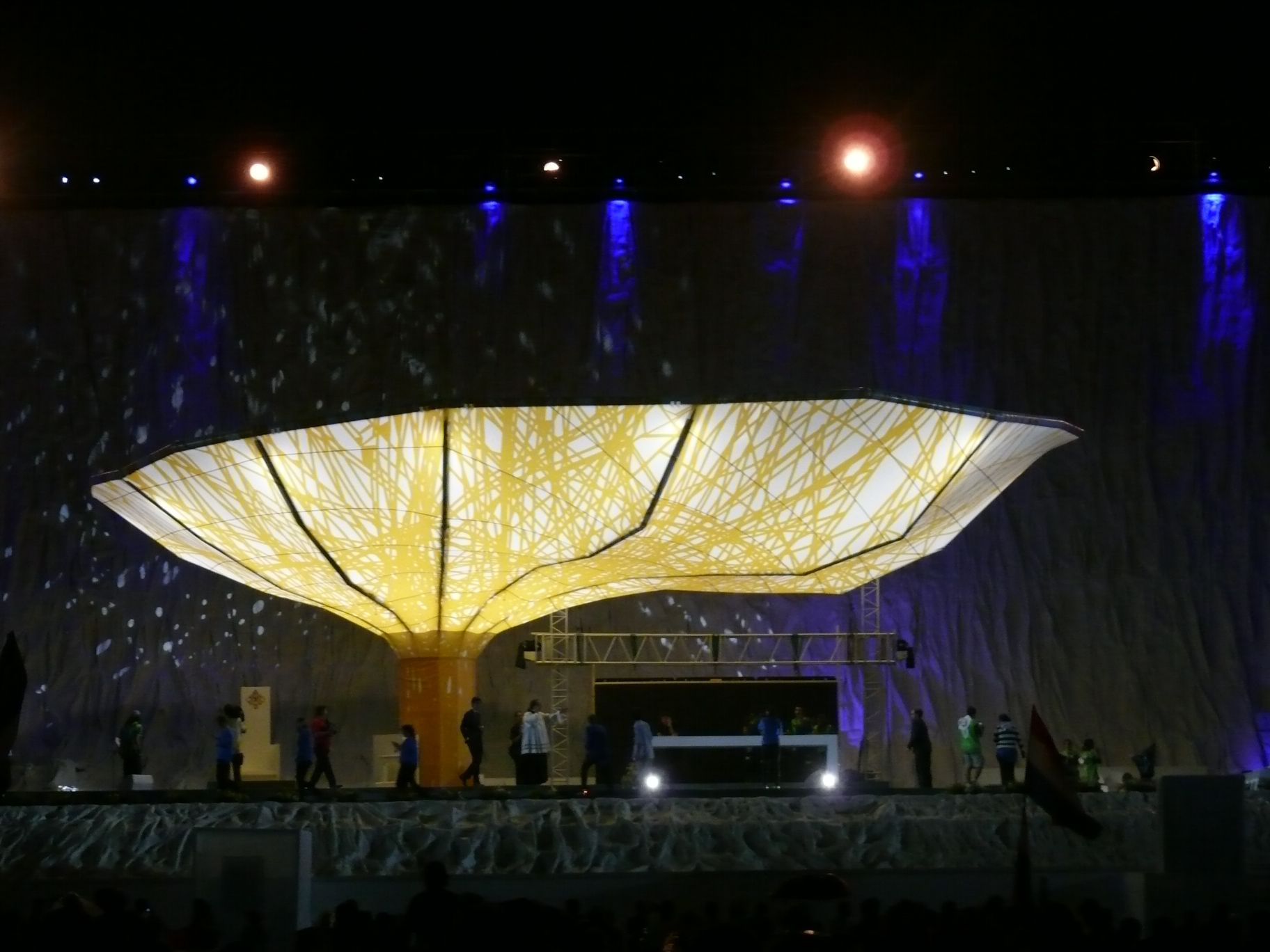
Veillée d'adoration à Cuatro Vientos

### Journée post-JMJ
Pour certains pèlerins, les JMJ ont été prolongés d'une journée supplémentaire, durant laquelle ils ont pu faire le bilan de cette belle aventure aventure qui s'est déroulée à Madrid ou visiter des sanctuaires et des hauts lieux de l'histoire espagnole.

## Aspects économiques
Le cabinet de conseil PricewaterhouseCoopers a estimé les retombées financières de ces JMJ à 354 millions d'euros et 4 589 créations d'emploi temporaires dont 2894 à Madrid. Le coût de ces JMJ pour l'État espagnol, 50 millions d'euros, a été en grande partie compensé par les 28,3 millions d'euros de TVA et les 15,15 millions d'euros de recettes fiscales auprès des entreprises,.

## Manifestations
- L'artiste Shangay Lily a manifesté bruyamment contre la tenue de l'événement[12].